# Pârâul Mare, Lisnău
Pârâul Mare este un curs de apă, afluent al râului Lisnău. 